# Senji Yamaguchi
Senji Yamaguchi (3 de octubre de 1930 - 6 de julio 2013) fue un sobreviviente de la bomba atómica de Nagasaki y posteriormente un líder del movimiento anti-nuclear.
Yamaguchi nació en 1931 en una familia pobre en Nagasaki. En 1945, fue contratado como un fabricante de armas de menores de edad. El 9 de agosto de 1945, sufrió cicatrices queloides, mientras trabajaba en la fábrica de armas cuando los Estados Unidos lanzó una bomba nuclear, que destruyó casi todo en Nagasaki.
Yamaguchi sólo ha servido en dos organizaciones anti-nucleares, uno es el movimiento de armas anti-nuclear en 1955 y al frente de la Confederación Japonesa de Organizaciones de Enfermos de A y H-Bomba entre los años de 1981 y 2010. Incluso una vez que se le concedió permiso para participar en la reunión de las Naciones Unidas de 1982. En sus últimos años, fue hospitalizado y murió de una enfermedad el 6 de julio de 2013.